# The Anal Staircase
The Anal Staircase – singel brytyjskiej grupy Coil. Był pierwszym wydawnictwem Coila, na którym Stephen Thrower został wymieniony jako członek grupy. Thrower współpracował z Coil na całym albumie Horse Rotorvator, zapowiadanym przez „Anal Staircase”, i działał w Coil przez kilka następnych lat, do albumu Stolen and Contaminated Songs. „Blood From the Air,” „Ravenous,” i nowy miks „The Anal Staircase” pojawiły się na albumie Horse Rotorvator.

## Lista utworów
Lightside:
1. „The Anal Staircase (A Dionysian Remix)”

Nightside:
1. „Blood From the Air”
2. „Ravenous”